# محوطه شیرزادی ۱
محوطه شیرزادی ۱ مربوط به دوره ساسانیان است و در شهرستان گیلانغرب، بخش مرکزی، ۱۵۰۰ متری شرق شهر گیلانغرب، چسبیده به روستای شیرزادی واقع شده و این اثر در تاریخ ۲۶ اسفند ۱۳۸۷ با شمارهٔ ثبت ۲۵۷۲۸ به‌عنوان یکی از آثار ملی ایران به ثبت رسیده است.